# Association Omnisports Étincelle du Faso
L'Association Omnisports Étincelle du Faso est un club féminin de football burkinabé basé à Ouagadougou.

## Histoire
Les Étincelles remportent la Coupe du Burkina Faso en 2018 en battant leurs rivales de l'USFA (1-0).
En 2021, après une saison vierge à cause du Covid-19, les Étincelles remportent la Coupe du Burkina Faso face au NAS (4-0).

## Palmarès
- Championnat du Burkina Faso :
  - Champion : 2019, 2024
  - Vice-champion : 2017, 2018, 2021, 2022, 2023

- Coupe du Burkina Faso :
  - Vainqueur : 2018, 2021
  - Finaliste : 2016

- Supercoupe du Burkina Faso :
  - Finaliste : 2019, 2021, 2022, 2023